# 建平 (元愉)
建平（けんへい）は、北魏の冀州刺史、京兆王元愉が自立して建てた私年号。508年。

## 西暦との対照表
| 建平 | 元年  |
| 西暦 | 508年 |
| 干支 | 戊子  |